# Mesaphorura sylvatica
Mesaphorura sylvatica is een springstaartensoort uit de familie van de Tullbergiidae. De wetenschappelijke naam van de soort is voor het eerst geldig gepubliceerd in 1971 door Rusek.